# Heinrich Martin Krabbé

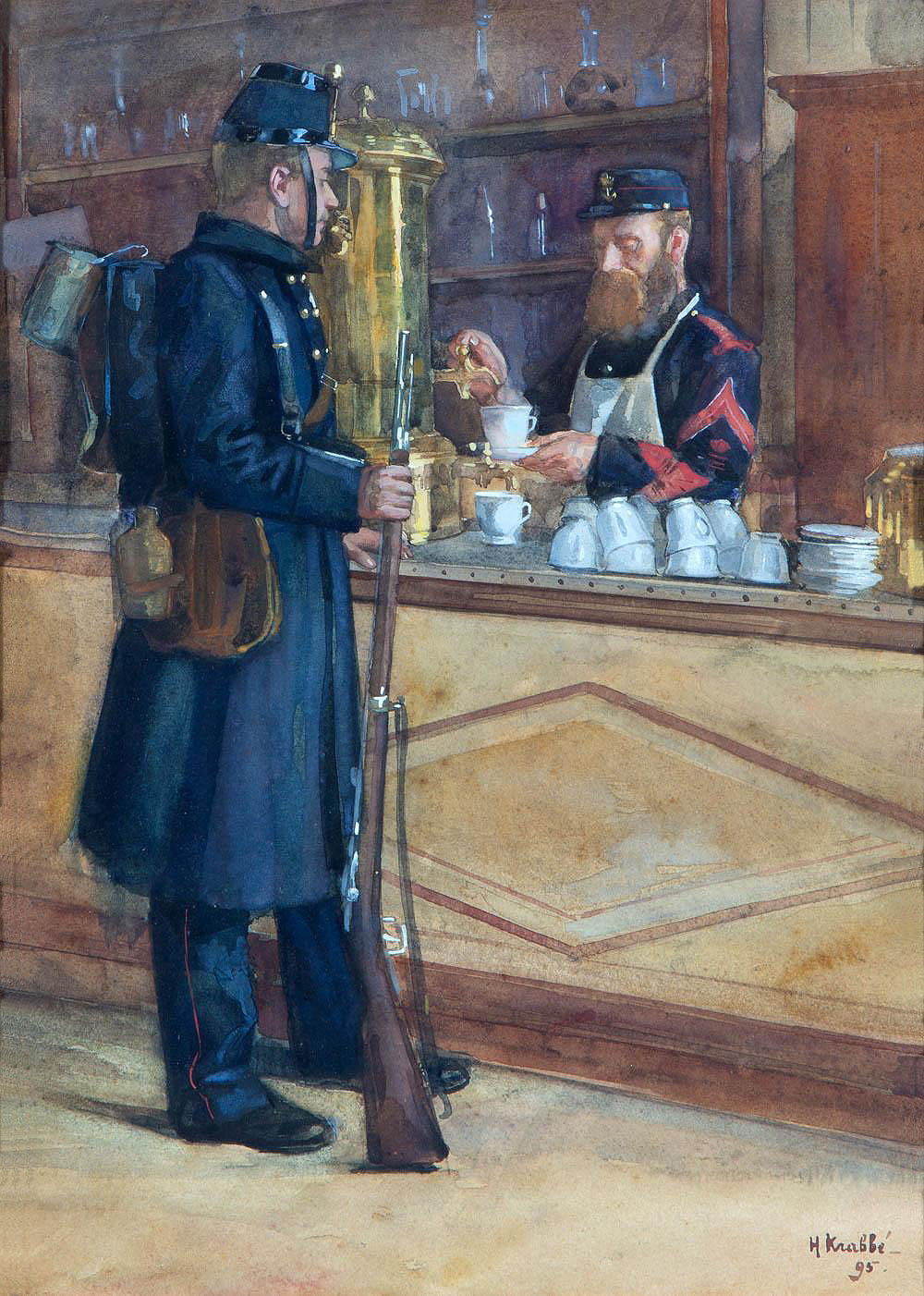
In der Kantine

Heinrich Martin Krabbé, auch Hendrik Maarten Krabbé, (* 4. Mai 1868 in London; † 22. Dezember 1931 in Amsterdam)  war ein niederländischer Genre- und Porträtmaler sowie Illustrator und Kunstpädagoge.
Sein Vater arbeitete in London für eine Lebensversicherungsgesellschaft.
Von 1883 bis 1888 besuchte er in Amsterdam die Quellinus-Kunstgewerbeschule und die Rijksakademie van beeldende kunsten, wo er bei August Allebé Malerei und bei Rudolf Stang Lithographie studierte. Nach seinem Abschluss lebte er einige Jahre in Bussum und unterrichtete dann von 1896 bis 1906 an der Hochschule für angewandte Kunst in Haarlem.
Nach 1906 ließ er sich in der Künstlerkolonie in Laren (Noord-Holland) nieder. In dieser Zeit heiratete er die Sängerin Miep Rust (1874–1956). Von 1916 bis 1923 war er wieder in Bussum, unternahm aber 1920 eine Studienreise nach Chicago.
Er malte zunächst Genreszenen, Militärpersonal und Interieurs mit Figuren. In den letzten zwanzig Jahren seines Lebens konzentrierte er sich auf Porträts. Er war ein langjähriges Mitglied von „Arti et Amicitiae“. In den späten 1920er Jahren zog er sich nach Amsterdam zurück und starb dort 1931.
Sein Sohn Maarten Krabbé (1908–2005) wurde einer der bekanntesten niederländischen Maler des 20. Jahrhunderts. Maartens jüngster Sohn Mirko Krabbé ist ebenfalls Maler, sein mittlerer Sohn Jeroen Krabbé ist Schauspieler und Regisseur, und sein ältester ist der Schriftsteller Tim Krabbé. Jeroens Sohn Jasper Krabbé ist ebenfalls Künstler.